# Psilota
Psilota is een vliegengeslacht uit de familie van de zweefvliegen (Syrphidae).

## Soorten
- P. anthracina (Eikenspitsbek) Meigen, 1822
- P. atra (Dennenspitsbek) (Loew, 1817)
- P. buccata (Macquart, 1842)
- P. flavidipennis Macquart, 1855
- P. innupta Rondani, 1857
- P. rotundicornis Strobl, 1898
- P. thatuna Shannon, 1922